# اس‌ام یوبی-۱۲۱
اس‌ام یوبی-۱۲۱ (به انگلیسی: SM UB-121) یک زیردریایی بود که طول آن ۵۵٫۸۵ متر (۱۸۳٫۲ فوت) بود. این زیردریایی در سال ۱۹۱۸ ساخته شد.